# تداول عنقي

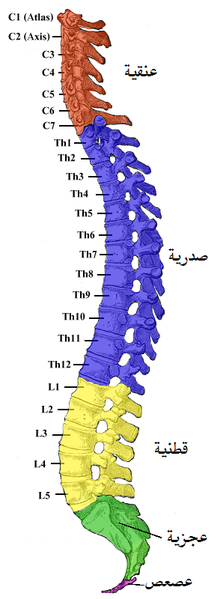
العمود الفِقَريّ

التَدَاْوُل العُنُقِيّ أو معالجة العنق باليد (بالإنجليزية: Cervical manipulation أو neck manipulation)‏، هو إجراء يتضمّن تسوية الفقرات السبعة العُلويّة للعمود الفِقَريّ الَّتي يقوم بها -غالبًا- المُعالجون اليدويون إضافةً لأطبَّاء العِظام اللَّذين يُمارِسون تداول الاعتلال العظمي. قد يزيد هذا النوع من التداول خطر السَّكتة ومَشاكل أُخرى، وهذا ما رجَّحته عدَّة دراسات.

## الموقع
تقع الفَقرات العُنُقِيّة في المنطقة الرّقبيّة العُلويّة للشوكة من C1 إلى C7.

## الوسائل
يستخدم العديد من مُمارسي المهنة تقنيّات مُتغايرة لتسوية موقع العِظام العُنُقِيّة، وَمنهم مُجَبِّرو العِظام والمُعالجون الفيزيائيّون والمُيَاديّون (المُعالِجُون اليَدَوِيُّون) ومُقَوّمو العَظم. وتتفاوت التقنيّات المُتغايرة ما بين الدَسْرَات (حركة أمامية قوية ومفاجئة) السريعة للغاية والمنخفضة المَدَى، والإعتاق الوضعيّ اللّطيف مثل إجراء بريت (بالإنجليزية: Brett's Procedure)‏.

## المخاطر
هناك العديد من المخاطر المُترافقة مع التَدَاْوُل العنقيّ وَتتضمّن الانزلاق الغضروفيّ والسكتة وتسلخ الشريان الفقري، وعلى الرُّغم من ذلك أظهرت دراسات أنّ هذه المخاطر غير مُرجّحة الحدوث وذلك وفق الإحصائيّات.
عُمومًا، إنّ فرص حدوث السكتة قد تزداد بسبب التمزّق في شرايين العنق وتُعرَف باسم التَسَلُّخ العُنُقِيّ (بالإنجليزية: cervical dissection)‏، وهي من أشيع أسباب السكتة عند اليافعين والكبار مُتوسّطي العمر.

## طالع أيضًا
- معالجة يدوية

## روابط خارجيّة
- MSNBC.com - "Deadly twist: Neck adjustments can be risky"